# João Afonso Telo de Meneses, conde de Viana do Alentejo
João Afonso Telo de Meneses (c. 1330 - Penela, 1384), foi 1.º conde de Viana (do Alentejo) e primo direito da rainha Leonor Teles.
Pertencia a uma das mais poderosas famílias da nobreza portuguesa e, apesar do seu apoio ao partido de D. Beatriz de Portugal e do Rei João I de Castela durante a Crise de 1383-1385, o condado de Viana (do Alentejo) foi mantido na sua linhagem já depois da sua morte, passando a seu filho, D. Pedro de Menezes.
Fernão Lopes, no capítulo XXI da segunda parte da Crónica de el-rei D. João I, conta-nos a inglória morte do primeiro Conde de Viana, D. João Afonso, em Penela: «porque tendo-a o Conde de Viana, quando el Rei dom Fernando morreu, tomou logo voz por Castela e recebendo soldo de el Rei quando veio cercar Lisboa; e tendo-a assim por ele, saiu fora do lugar para tomar mantimentos contra vontade de seus donos, como os seus haviam em costume, e levando consigo uns quarenta de cavalo, sem outros peões nem besteiros, juntaram-se contra ele os das aldeias e comarca de arredor para lhos defender, todos pé terra. E embrulhando-se eles com eles, arremessaram-lhe o cavalo e caiu com ele em terra; e foi um vilão rijamente, que chamavam de alcunha Cazpirre, e cortou-lhe a cabeça e assim morreu; e os seus como o viram morto fugiram todos e os da vila tomaram voz por Portugal e assim a tinham então.»

## Dados genealógicos
Era filho de D. João Afonso Telo de Meneses, conde de Ourém.
Casou com Maior Portocarrero, herdeira de seus pais, filha única de João Rodrigues Portocarrero, Senhor de Vila Real, de Penajóia e Vila Nova de Anços e de Mécia da Silva. Tiveram:
- D. Pedro de Meneses (c.1370-1437), 1.º conde de Vila Real.

Filha ilegítima:
- D. Maria de Menezes casada com Álvaro Pereira, marechal do Reino e o 1.º donatário do Castelo e terras de Santa Maria da Feira.